# Vallecillo
Vallecillo és un municipi de la província de Lleó a la comunitat autònoma de Castella i Lleó. Forma part de la comarca de Sahagún. Limita amb Villeza, Las Grañeras, Castrotierra de Valmadrigal, Gordaliza del Pino i Santa Cristina de Valmadrigal.

## Demografia
| 1991 | 1996 | 2001 | 2004 |
| ---- | ---- | ---- | ---- |
| 220  | 190  | 144  | 150  |